# 청진 상륙 작전

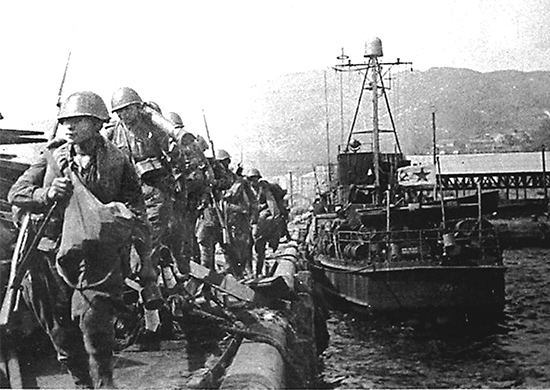
청진항에 상륙한 소련 병사들

청진 상륙 작전(러시아어: Сэйсинская операция (1945)) 은  만주 전략공세작전을 펼쳤던 소련군이 함경북도 청진시에 상륙한 작전이다. 이 작전은 8월 11일부터 8월 13일까지 진행된 소련 태평양 함대의 한반도 해안 상륙작전 중 하나였다. 소련이 일본에 선전포고를 한 8월 9일부터 소련 태평양 함대는 청진항에 있는 일본군 선박을 여러 척 격침했다. 제1극동전선군의 순조로운 진격에 따라 키릴 메레츠코프는 해당 상륙작전을 취소하려고 했지만 소련-일본 전쟁의 총사령관 알렉산드르 바실렙스키에게 허락을 받은 이반 유마셰프는 청진 상륙작전을 계속 준비했다.  8월 13일 소련 태평양 함대가 청진에 상륙했고, 3일 간의 전투 끝에 대부분의 일본군은 항복했다. 하지만 청진에서 소련군과 일본군의 교전은 8월 17일까지 이어졌다.

### 참고 자료
- (러시아어) Золотарёв В. А., Козлов И. А. Три столетия Российского флота. — Т. 4. — СПб: Полигон, 2005.
- (러시아어) Боженко П. В. Подводники-тихоокеанцы в боях с противником (1941—1945).
- (러시아어) Краснознамённый Тихоокеанский флот. — М.: Воениздат, 1973. Глава «Десанты в корейские порты»
- (러시아어) Кабанов С. И. Поле боя — берег. Глава «На ФКП и в зоне десантов»
- (러시아어) Леонов В. Н. Лицом к лицу. Глава «Последние походы»
- (러시아어) Lt Col David Glantz. August Storm: The Soviet 1945 Strategic Offensive in Manchuria, Command and General Staff College, 1983.
- (러시아어) Великая Отечественная. День за днём. // «Морской сборник», 1995, № 8.